# Gloster Gamecock
El Gloster Gamecock fue un caza biplano de la Royal Air Force, desarrollado a partir del Gloster Grebe Mk III, que voló por primera vez en febrero de 1925. 
Se diferenciaba del "Grebe" principalmente por su motor Bristol Jupiter, que reemplazó al anterior, un Armstrong Siddeley Jaguar. Otros cambios incluidos fueron unos alerones mejorados, un fuselaje de contornos refinados y el montaje interior de las ametralladoras.
El Gamecock tuvo un corto periodo de servicio en la RAF, en parte debido a su alto índice de accidentes (de las 90 unidades operadas por la RAF, 22 fueron perdidas por accidentes en aterrizajes). Esos fallos fueron solucionados con la versión Mk. II, modificando el ala superior (más larga) y la cola. Sin embargo, fue una aeronave muy ligera y respondía rápidamente a los controles, por lo que fue muy popular entre los pilotos.

## Versiones
- Gamecock Mk. I : Caza biplano monoplaza para la RAF. 90 unidades construidas.
- Gamecock Mk. II : Caza biplano monoplaza con ala y cola revisadas. 1 construido para la RAF, con otro Mk. I convertido a  Mk. II. 3 exportados a Finlandia en 1928, y otros 15, construidos bajo licencia en Finlandia, en el periodo 1929-1930 con el nombre de Kukko.
- Gamecock Mk. III : 1 Gamecock Mk. II, de la RAF, modificado con un fuselaje más largo.

## Operadores
- Royal Air Force
  - Escuadrón n.º 3
  - Escuadrón n.º 17
  - Escuadrón n.º 19
  - Escuadrón n.º 23
  - Escuadrón n.º 32
  - Escuadrón n.º 43

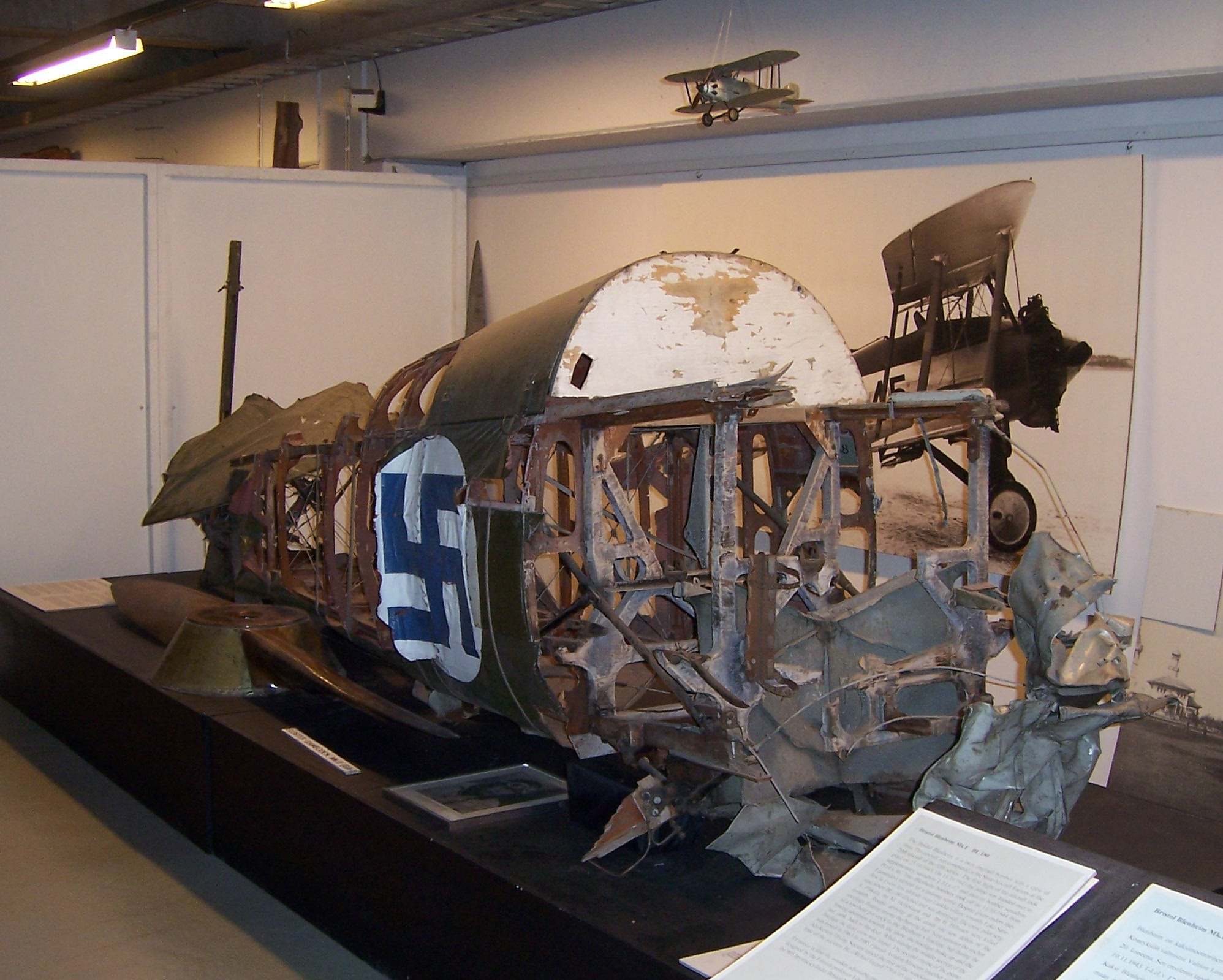
Restos del fuselaje de un Gamecock en el Museo de Aviación finlandés.

  - Escuela de vuelo y entrenamiento n.º 2
  - Escuela de vuelo y entrenamiento n.º 3
  - Escuela central de vuelo de la RAF
  - Colegio Cranwell de la RAF
  - Ala nacional de comunicaciones

- Fuerza Aérea Finlandesa

## Especificaciones

### Características generales
- Tripulación: 1
- Longitud: 5,99 m
- Envergadura: 9,07 m
- Altura: 2,94 m
- Superficie alar: 24,52 m²
- Peso vacío: 875 kg
- Peso cargado: 1297 kg
- Planta motriz: 1× motor radial Bristol Jupiter VI de 9 cilindros.
  - Potencia: 425 CV
- Hélices: 1× bipala por motor.

### Rendimiento
- Velocidad máxima operativa (Vno): 250 km/h (135 nudos a 5000 pies); 233 km/h (126 nudos a 10000 pies)
- Alcance: 587 km
- Techo de vuelo: 22100 pies (6735 m)
- Régimen de ascenso: 36 m/s.
- Carga alar: 52.9 kg/m².

### Armamento
- Ametralladoras: 2× Vickers de 7,7 mm

### Aeronaves similares
- Armstrong Whitworth Siskin III
- Hawker Woodcock
- Nakajima A2N

### Listas relacionadas
- Anexo:Biplanos